# Ämtbjörk
Ämtbjörk är en tidigare småort i Ekshärads socken i Hagfors kommun, Värmlands län. 2015 hade SCB ändrat metod för att ta fram småortsstatistik varvid småorten kom att upplösas.  Äldre stavning var Emtbjörk.